# 広島県道291号長野葛原線
広島県道291号長野葛原線（ひろしまけんどう291ごう ながのつづらはらせん）は、広島県廿日市市から広島市佐伯区に至る一般県道である。

## 概要
廿日市市原から広島市佐伯区湯来町大字葛原に至る。起点・終点ともに国道433号に接続する。

### 路線データ
- 起点：廿日市市原（国道433号交点）
- 終点：広島市佐伯区湯来町大字葛原（国道433号交点）
- 総延長：4.35 km

## 歴史
- 1996年（平成8年）4月25日 - 広島県告示第469号により認定される。
- 2005年（平成17年）4月25日 - 佐伯郡湯来町が広島市に編入され、広島市佐伯区の一部になったことに伴い終点の地名表記が変更される（佐伯郡湯来町大字葛原→広島市佐伯区湯来町大字葛原）。

## 地理

### 通過する自治体
- 広島県
  - 廿日市市 - 広島市（佐伯区）

### 交差する道路
| 交差する道路             | 市町村名 | 市町村名 | 交差する場所   | 交差する場所 |
| ------------------------ | -------- | -------- | -------------- | ------------ |
| 国道433号 国道488号 重複 | 廿日市市 | 廿日市市 | 原             | 起点         |
| 国道433号 国道488号 重複 | 広島市   | 佐伯区   | 湯来町大字葛原 | 終点         |

### 沿線
- 極楽寺山
- アルカディアビレッジ